# Pachnobia helenae
Pachnobia helenae är en fjärilsart som beskrevs av Corti och Max Wilhelm Karl Draudt 1933. Pachnobia helenae ingår i släktet Pachnobia och familjen nattflyn. Inga underarter finns listade i Catalogue of Life.